# Ki Sung-yueng
Ki Sung-yueng, noto anche come Ki Sung-yong (기성용?, 奇誠庸?; Gwangju, 24 gennaio 1989), è un calciatore sudcoreano, centrocampista del Seoul.

## Caratteristiche tecniche
Gioca ricoprendo la posizione di mediano, non particolarmente veloce, sia nell'impostare l'attacco che in fase realizzativa usa un gioco sobrio. Sa tirare in porta usando bene entrambi i piedi, infatti benché sia destro naturale calcia con precisione pure con il mancino, talvolta è capace di segnare tirando persino da fuori area. Calcia bene pure dagli undici metri essendo forte nei calci di rigore.

## Carriera

### Club

#### Seoul e Celtic
È nel 2006 che è iniziata la sua carriera da professionista con il club del Seoul tuttavia solo nel 2018 segna la sua prima rete per la squadra, con il gol del 2-1 battendo il Daegu FC, riesce a segnare pure contro il Gimcheon Sangmu vincendo per 3-1, inoltre è autore della rete del 1-0 sconfiggendo il Suwon Samsung. Partecipa alla AFC Champions League, segna il gol del 2-2 pareggiando con il Kashima Antlers, la partita finisce ai rigori dove il Seoul vince per 5-4, Sung-yueng segna dagli undici metri.
Il 29 settembre 2011, con la maglia del Celtic, segna il suo unico gol in Europa League nell'1-1 contro l'Udinese. Conquista la Coppa di Scozia battendo in finale per 3-0 il Motherwell, il promo gol della partita viene segnato da Sung-yueng. Vince il campionato scozzese, segna un gol sia contro l'Hibernian che contro il St. Johnstone vincendo entrambi i match per 2-0, riesce a fare una rete battendo il Motherwell per 4-0, un altro gol lo segna sconfiggendo per 5-1 il Dundee United, inoltre è l'uomo partita nella vittoria per 2-1 contro l'Aberdeen con un gol e un assit vincente.

#### Swansea City e Sunderland
Inizia a giocare nella Premier League con la squadra del Swansea City, debutta nella Capital One Cup il 28 agosto 2012 nella vittoria per 3-1 contro il Barnsley, vincendo il torneo, nei quarti di finale Sung-yueng è stato determinante avendo calciando la palla che Seb Hines ha deviato in rete facendo sì che quest'ultimo fosse autore dell'autogol del 1-0 battendo il Middlesbrough.
Il 31 agosto 2013 viene ceduto in prestito gratuito al Sunderland, segnando i suoi primi gol nel campionato inglese, il primo con il gol del 1-0 sconfiggendo l'Everton inoltre segna una rete battendo per 4-1 il Fulham. Rientrato al Swansea dal prestito, guadagna un posto in prima squadra ed entra a far parte in modo stabile del team inglese. Avendo un contratto in scadenza il 30 giugno 2018 decide di non rinnovarlo. Nella stagione 2014-2015 della Premier League segna otto reti, già nella partita di apertura realizza un gol battendo per 2-1 il Manchester United, segna una rete vintendo per 2-0 sia contro i Queens Park che contro il Stoke City, inoltre con il suo gol la squadra vince per 1-0 contro l'Hull City. I suoi ultimi gol per la squadra li segna nel 2018, con una sua rete la squadra batte per 1-0 il Burnley mentre l'ultima nella vittoria per 4-1 contro il West Ham.

#### Newcastle e Maiorca
Il 30 giugno 2018 firma un contratto con il Newcastle. Con i Magpies non trova molto spazio, tanto che nella seconda stagione finisce ai margini della rosa, per poi rescindere il suo contratto il 31 gennaio 2020. Il 25 febbraio 2020 firma per il Maiorca con la quale gioca una sola partita vincendo per 2-1 contro l'Eibar dove Sung-yueng entra in campo solo nei minuti finali del secondo tempo.

#### Ritorno al Seoul
Il 21 luglio 2020 torna al Seoul, club in cui aveva iniziato la carriera.

### Nazionale
Ha esordito in nazionale il 7 giugno 2008, in una partita vinta per 1-0 contro la Giordania. Il 6 giugno 2009  segna il suo primo gol con la Corea del Sud con la rete del 2-0 battendo gli Emirati Arabi Uniti. Gioca con la nazionale olimpica nel 2012 ai Giochi di Londra vincendo la medaglia di bronzo, Sung-yueng ha giocato tutte le partite a tempo pieno, nel pareggio per 1-1 contro la Gran Bretagna ai quarti di finale, la Corea del Sud vince ai rigori, Sung-yueng segna dal dischetto il gol del definitivo 5-4.
Vince il bronzo alla Coppa d'Asia Qatar 2011, nella partita vinta per 2-1 contro il Bahrein il primo gol viene segnato da Koo Ja-Cheol per merito di un assist di Sung-yueng, quest'ultimo segna una sola rete nel torneo, con un penalty in semifinale nel primo tempo pareggiando per 2-2 contro il Giappone, perdendo poi ai calci di rigori per 3-0.
Il 15 novembre 2013 in un'amichevole contro la Svizzera serve due assist vincenti determinanti per la vittoria su 2-1. Vince l'argento nell'edizione 2015 Coppa d'Asia, nella finale contro l'Australia serve un passaggio a Son Heung-min grazie al quale egli pareggia nel secondo tempo, permettendo il protrarsi nella partia nei supplementari dove tuttavia l'Australia batte la Corea del Sud per 2-1. Con la nazionale segna una sola volta una doppietta, il 17 novembre 2015 battendo per 5-0 il Laos, mentre la sua ultima rete con la maglia della Corea del Sud la mette a segno il 13 giugno 2017 perdendo per 3-2 contro il Qatar.
Il 30 gennaio 2019 annuncia il suo ritiro dalla nazionale, con la quale ha disputato 122 gare, condite da 10 marcature.

## Statistiche

### Cronologia presenze e reti con club
Statistiche aggiornate al 26 dicembre 2024.
| Stagione         | Squadra          | Campionato       | Campionato | Campionato | Coppe nazionali | Coppe nazionali | Coppe nazionali | Coppe continentali | Coppe continentali | Coppe continentali | Altre coppe | Altre coppe | Altre coppe | Totale | Totale |
| Stagione         | Squadra          | Comp             | Pres       | Reti       | Comp            | Pres            | Reti            | Comp               | Pres               | Reti               | Comp        | Pres        | Reti        | Pres   | Reti   |
| ---------------- | ---------------- | ---------------- | ---------- | ---------- | --------------- | --------------- | --------------- | ------------------ | ------------------ | ------------------ | ----------- | ----------- | ----------- | ------ | ------ |
| 2006             | Seoul            | K                | 0          | 0          | CSK+KL          | 0               | 0               | -                  | -                  | -                  | -           | -           | -           | 0      | 0      |
| 2007             | Seoul            | K                | 16         | 0          | CSK+KL          | 3+6             | 0               | -                  | -                  | -                  | -           | -           | -           | 25     | 0      |
| 2008             | Seoul            | K                | 21         | 4          | CSK+KL          | 1+6             | 0               | -                  | -                  | -                  | -           | -           | -           | 28     | 4      |
| 2009             | Seoul            | K                | 27         | 3          | CSK+KL          | 1+4             | 0+1             | ACL                | 8                  | 1                  | -           | -           | -           | 40     | 5      |
| 2009-2010        | Celtic           | PL               | 10         | 0          | SC+SLC          | 0               | 0               | UCL+UEL            | 0                  | 0                  | -           | -           | -           | 10     | 0      |
| 2010-2011        | Celtic           | PL               | 26         | 3          | SC+SLC          | 4+3             | 1+0             | UEL                | 2                  | 0                  | -           | -           | -           | 35     | 4      |
| 2011-2012        | Celtic           | PL               | 30         | 6          | SC+SLC          | 2+3             | 0               | UEL                | 7                  | 1                  | -           | -           | -           | 42     | 7      |
| Totale Celtic    | Totale Celtic    | Totale Celtic    | 66         | 9          |                 | 12              | 1               |                    | 9                  | 1                  |             | -           | -           | 87     | 11     |
| 2012-2013        | Swansea          | PL               | 29         | 0          | FACup+CdL       | 2+7             | 0               | -                  | -                  | -                  | -           | -           | -           | 38     | 0      |
| ago. 2013        | Swansea          | PL               | 1          | 0          | FACup+CdL       | 0               | 0               | UEL                | 2                  | 0                  | -           | -           | -           | 3      | 0      |
| 2013-2014        | Sunderland       | PL               | 27         | 3          | FACup+CdL       | 1+6             | 0+1             | -                  | -                  | -                  | -           | -           | -           | 34     | 4      |
| 2014-2015        | Swansea          | PL               | 33         | 8          | FACup+CdL       | 0+1             | 0               | -                  | -                  | -                  | -           | -           | -           | 34     | 8      |
| 2015-2016        | Swansea          | PL               | 29         | 2          | FACup+CdL       | 0+2             | 0               | -                  | -                  | -                  | -           | -           | -           | 31     | 2      |
| 2016-2017        | Swansea          | PL               | 23         | 0          | FACup+CdL       | 1+1             | 0               | -                  | -                  | -                  | -           | -           | -           | 25     | 0      |
| 2017-2018        | Swansea          | PL               | 25         | 2          | FACup+CdL       | 6+1             | 0               | -                  | -                  | -                  | -           | -           | -           | 32     | 2      |
| Totale Swansea   | Totale Swansea   | Totale Swansea   | 140        | 12         |                 | 21              | 0               |                    | 2                  | 0                  |             | -           | -           | 163    | 12     |
| 2018-2019        | Newcastle        | PL               | 18         | 0          | FACup+CdL       | 0+1             | 0               | -                  | -                  | -                  | -           | -           | -           | 19     | 0      |
| 2019-gen. 2020   | Newcastle        | PL               | 3          | 0          | FACup+CdL       | 1+0             | 0               | -                  | -                  | -                  | -           | -           | -           | 4      | 0      |
| Totale Newcastle | Totale Newcastle | Totale Newcastle | 21         | 0          |                 | 2               | 0               |                    | -                  | -                  |             | -           | -           | 23     | 0      |
| gen.-giu. 2020   | Mallorca         | PD               | 1          | 0          | CR              | -               | -               | -                  | -                  | -                  | -           | -           | -           | 1      | 0      |
| 2020             | Seoul            | K1               | 5          | 0          | SKK             | 0               | 0               | -                  | -                  | -                  | -           | -           | -           | 5      | 0      |
| 2021             | Seoul            | K1               | 35         | 3          | SKK             | 0               | 0               | -                  | -                  | -                  | -           | -           | -           | 35     | 3      |
| 2022             | Seoul            | K1               | 35         | 0          | SKK             | 3               | 1               | -                  | -                  | -                  | -           | -           | -           | 38     | 1      |
| 2023             | Seoul            | K1               | 35         | 2          | SKK             | 0               | 0               | -                  | -                  | -                  | -           | -           | -           | 35     | 2      |
| 2024             | Seoul            | K1               | 20         | 2          | SKK             | 0               | 0               | -                  | -                  | -                  | -           | -           | -           | 20     | 2      |
| Totale Seoul     | Totale Seoul     | Totale Seoul     | 194        | 14         |                 | 24              | 2               |                    | -                  | -                  |             | -           | -           | 218    | 16     |
| Totale carriera  | Totale carriera  | Totale carriera  | 449        | 38         |                 | 66              | 4               |                    | 19                 | 2                  |             | -           | -           | 534    | 44     |

### Cronologia presenze e reti in nazionale
| Cronologia completa delle presenze e delle reti in nazionale ― Corea del Sud | Cronologia completa delle presenze e delle reti in nazionale ― Corea del Sud | Cronologia completa delle presenze e delle reti in nazionale ― Corea del Sud | Cronologia completa delle presenze e delle reti in nazionale ― Corea del Sud | Cronologia completa delle presenze e delle reti in nazionale ― Corea del Sud | Cronologia completa delle presenze e delle reti in nazionale ― Corea del Sud | Cronologia completa delle presenze e delle reti in nazionale ― Corea del Sud | Cronologia completa delle presenze e delle reti in nazionale ― Corea del Sud |
| Data                                                                         | Città                                                                        | In casa                                                                      | Risultato                                                                    | Ospiti                                                                       | Competizione                                                                 | Reti                                                                         | Note                                                                         |
| ---------------------------------------------------------------------------- | ---------------------------------------------------------------------------- | ---------------------------------------------------------------------------- | ---------------------------------------------------------------------------- | ---------------------------------------------------------------------------- | ---------------------------------------------------------------------------- | ---------------------------------------------------------------------------- | ---------------------------------------------------------------------------- |
| 5-9-2008                                                                     | Seul                                                                         | Corea del Sud                                                                | 1 – 0                                                                        | Giordania                                                                    | Amichevole                                                                   | -                                                                            | 46’ 76’                                                                      |
| 10-9-2008                                                                    | Shanghai                                                                     | Corea del Nord                                                               | 1 – 1                                                                        | Corea del Sud                                                                | Qual. Mondiali 2010                                                          | 1                                                                            |                                                                              |
| 11-10-2008                                                                   | Suwon                                                                        | Corea del Sud                                                                | 3 – 0                                                                        | Uzbekistan                                                                   | Amichevole                                                                   | 1                                                                            | 56’                                                                          |
| 15-10-2008                                                                   | Seul                                                                         | Corea del Sud                                                                | 4 – 1                                                                        | Emirati Arabi Uniti                                                          | Qual. Mondiali 2010                                                          | -                                                                            | 80’                                                                          |
| 14-11-2008                                                                   | Doha                                                                         | Qatar                                                                        | 1 – 1                                                                        | Corea del Sud                                                                | Amichevole                                                                   | -                                                                            | 46’                                                                          |
| 19-11-2008                                                                   | Riad                                                                         | Arabia Saudita                                                               | 0 – 2                                                                        | Corea del Sud                                                                | Qual. Mondiali 2010                                                          | -                                                                            |                                                                              |
| 1-2-2009                                                                     | Dubai                                                                        | Siria                                                                        | 1 – 1                                                                        | Corea del Sud                                                                | Amichevole                                                                   | -                                                                            | 18’                                                                          |
| 11-2-2009                                                                    | Teheran                                                                      | Iran                                                                         | 1 – 1                                                                        | Corea del Sud                                                                | Qual. Mondiali 2010                                                          | -                                                                            | 69’                                                                          |
| 28-3-2009                                                                    | Suwon                                                                        | Corea del Sud                                                                | 2 – 1                                                                        | Iraq                                                                         | Amichevole                                                                   | -                                                                            | 71’                                                                          |
| 1-4-2009                                                                     | Seul                                                                         | Corea del Sud                                                                | 1 – 0                                                                        | Corea del Nord                                                               | Qual. Mondiali 2010                                                          | -                                                                            |                                                                              |
| 2-6-2009                                                                     | Dubai                                                                        | Corea del Sud                                                                | 0 – 0                                                                        | Oman                                                                         | Amichevole                                                                   | -                                                                            | 46’                                                                          |
| 6-6-2009                                                                     | Dubai                                                                        | Emirati Arabi Uniti                                                          | 0 – 2                                                                        | Corea del Sud                                                                | Qual. Mondiali 2010                                                          | 1                                                                            |                                                                              |
| 10-6-2009                                                                    | Seul                                                                         | Corea del Sud                                                                | 0 – 0                                                                        | Arabia Saudita                                                               | Qual. Mondiali 2010                                                          | -                                                                            |                                                                              |
| 17-6-2009                                                                    | Seul                                                                         | Corea del Sud                                                                | 1 – 1                                                                        | Iran                                                                         | Qual. Mondiali 2010                                                          | -                                                                            | 56’ 75’                                                                      |
| 12-8-2009                                                                    | Seul                                                                         | Corea del Sud                                                                | 1 – 0                                                                        | Paraguay                                                                     | Amichevole                                                                   | -                                                                            |                                                                              |
| 5-9-2009                                                                     | Seul                                                                         | Corea del Sud                                                                | 3 – 1                                                                        | Australia                                                                    | Amichevole                                                                   | -                                                                            | 46’                                                                          |
| 14-10-2009                                                                   | Seul                                                                         | Corea del Sud                                                                | 2 – 0                                                                        | Senegal                                                                      | Amichevole                                                                   | 1                                                                            | 46’                                                                          |
| 14-11-2009                                                                   | Esbjerg                                                                      | Danimarca                                                                    | 0 – 0                                                                        | Corea del Sud                                                                | Amichevole                                                                   | -                                                                            |                                                                              |
| 3-3-2010                                                                     | Londra                                                                       | Costa d'Avorio                                                               | 0 – 2                                                                        | Corea del Sud                                                                | Amichevole                                                                   | -                                                                            | 77’                                                                          |
| 16-5-2010                                                                    | Seul                                                                         | Corea del Sud                                                                | 2 – 0                                                                        | Ecuador                                                                      | Amichevole                                                                   | -                                                                            | 73’                                                                          |
| 24-5-2010                                                                    | Saitama                                                                      | Giappone                                                                     | 0 – 2                                                                        | Corea del Sud                                                                | Amichevole                                                                   | -                                                                            | 76’                                                                          |
| 30-5-2010                                                                    | Kufstein                                                                     | Bielorussia                                                                  | 1 – 0                                                                        | Corea del Sud                                                                | Amichevole                                                                   | -                                                                            | 18’ 46’                                                                      |
| 3-6-2010                                                                     | Innsbruck                                                                    | Spagna                                                                       | 1 – 0                                                                        | Corea del Sud                                                                | Amichevole                                                                   | -                                                                            |                                                                              |
| 12-6-2010                                                                    | Port Elizabeth                                                               | Corea del Sud                                                                | 2 – 0                                                                        | Grecia                                                                       | Mondiali 2010 - 1º turno                                                     | -                                                                            | 74’                                                                          |
| 17-6-2010                                                                    | Johannesburg                                                                 | Argentina                                                                    | 4 – 1                                                                        | Corea del Sud                                                                | Mondiali 2010 - 1º turno                                                     | -                                                                            | 46’                                                                          |
| 22-6-2010                                                                    | Durban                                                                       | Nigeria                                                                      | 2 – 2                                                                        | Corea del Sud                                                                | Mondiali 2010 - 1º turno                                                     | -                                                                            | 87’                                                                          |
| 26-6-2010                                                                    | Port Elizabeth                                                               | Uruguay                                                                      | 2 – 1                                                                        | Corea del Sud                                                                | Mondiali 2010 - Ottavi di finale                                             | -                                                                            | 85’                                                                          |
| 11-8-2010                                                                    | Suwon                                                                        | Corea del Sud                                                                | 2 – 1                                                                        | Nigeria                                                                      | Amichevole                                                                   | -                                                                            | 61’                                                                          |
| 7-9-2010                                                                     | Seul                                                                         | Corea del Sud                                                                | 0 – 1                                                                        | Iran                                                                         | Amichevole                                                                   | -                                                                            | 46’                                                                          |
| 12-10-2010                                                                   | Seul                                                                         | Corea del Sud                                                                | 0 – 0                                                                        | Giappone                                                                     | Amichevole                                                                   | -                                                                            | 46’                                                                          |
| 30-12-2010                                                                   | Abu Dhabi                                                                    | Siria                                                                        | 0 – 1                                                                        | Corea del Sud                                                                | Amichevole                                                                   | -                                                                            | 53’ 68’                                                                      |
| 10-1-2011                                                                    | Doha                                                                         | Corea del Sud                                                                | 2 – 1                                                                        | Bahrein                                                                      | Coppa d'Asia 2011 - 1º turno                                                 | -                                                                            |                                                                              |
| 14-1-2011                                                                    | Doha                                                                         | Australia                                                                    | 1 – 1                                                                        | Corea del Sud                                                                | Coppa d'Asia 2011 - 1º turno                                                 | -                                                                            | 35’                                                                          |
| 18-1-2011                                                                    | Doha                                                                         | Corea del Sud                                                                | 4 – 1                                                                        | India                                                                        | Coppa d'Asia 2011 - 1º turno                                                 | -                                                                            | 46’                                                                          |
| 21-1-2011                                                                    | Doha                                                                         | Iran                                                                         | 0 – 1 dts                                                                    | Corea del Sud                                                                | Coppa d'Asia 2011 - Quarti di finale                                         | -                                                                            | 111’                                                                         |
| 25-1-2011                                                                    | Doha                                                                         | Giappone                                                                     | 2 – 2 dts (3 – 0 dtr)                                                        | Corea del Sud                                                                | Coppa d'Asia 2011 - Semifinale                                               | 1                                                                            |                                                                              |
| 28-1-2011                                                                    | Doha                                                                         | Uzbekistan                                                                   | 2 – 3                                                                        | Corea del Sud                                                                | Coppa d'Asia 2011 - Finale 3º posto                                          | -                                                                            | 57’                                                                          |
| 9-2-2011                                                                     | Trebisonda                                                                   | Turchia                                                                      | 0 – 0                                                                        | Corea del Sud                                                                | Amichevole                                                                   | -                                                                            |                                                                              |
| 25-3-2011                                                                    | Seul                                                                         | Corea del Sud                                                                | 4 – 0                                                                        | Honduras                                                                     | Amichevole                                                                   | -                                                                            | 64’                                                                          |
| 3-6-2011                                                                     | Seul                                                                         | Corea del Sud                                                                | 2 – 1                                                                        | Serbia                                                                       | Amichevole                                                                   | -                                                                            | 87’                                                                          |
| 7-6-2011                                                                     | Jeonju                                                                       | Corea del Sud                                                                | 2 – 1                                                                        | Ghana                                                                        | Amichevole                                                                   | -                                                                            |                                                                              |
| 10-8-2011                                                                    | Sapporo                                                                      | Giappone                                                                     | 3 – 0                                                                        | Corea del Sud                                                                | Amichevole                                                                   | -                                                                            | 18’                                                                          |
| 2-9-2011                                                                     | Goyang                                                                       | Corea del Sud                                                                | 6 – 0                                                                        | Libano                                                                       | Qual. Mondiali 2014                                                          | -                                                                            |                                                                              |
| 6-9-2011                                                                     | Madinat al-Kuwait                                                            | Kuwait                                                                       | 1 – 1                                                                        | Corea del Sud                                                                | Qual. Mondiali 2014                                                          | -                                                                            |                                                                              |
| 7-10-2011                                                                    | Seul                                                                         | Corea del Sud                                                                | 2 – 2                                                                        | Polonia                                                                      | Amichevole                                                                   | -                                                                            | 18’ 57’                                                                      |
| 11-10-2011                                                                   | Seul                                                                         | Corea del Sud                                                                | 2 – 1                                                                        | Emirati Arabi Uniti                                                          | Qual. Mondiali 2014                                                          | -                                                                            |                                                                              |
| 29-2-2012                                                                    | Seul                                                                         | Corea del Sud                                                                | 2 – 0                                                                        | Kuwait                                                                       | Qual. Mondiali 2014                                                          | -                                                                            | 52’ 81’                                                                      |
| 8-6-2012                                                                     | Doha                                                                         | Qatar                                                                        | 1 – 4                                                                        | Corea del Sud                                                                | Qual. Mondiali 2014                                                          | -                                                                            |                                                                              |
| 12-6-2012                                                                    | Goyang                                                                       | Corea del Sud                                                                | 3 – 0                                                                        | Libano                                                                       | Qual. Mondiali 2014                                                          | -                                                                            | 21’                                                                          |
| 11-9-2012                                                                    | Tashkent                                                                     | Uzbekistan                                                                   | 2 – 2                                                                        | Corea del Sud                                                                | Qual. Mondiali 2014                                                          | -                                                                            |                                                                              |
| 16-10-2012                                                                   | Teheran                                                                      | Iran                                                                         | 1 – 0                                                                        | Corea del Sud                                                                | Qual. Mondiali 2014                                                          | -                                                                            |                                                                              |
| 6-2-2013                                                                     | Londra                                                                       | Croazia                                                                      | 4 – 0                                                                        | Corea del Sud                                                                | Amichevole                                                                   | -                                                                            |                                                                              |
| 26-3-2013                                                                    | Seul                                                                         | Corea del Sud                                                                | 2 – 1                                                                        | Qatar                                                                        | Qual. Mondiali 2014                                                          | -                                                                            | 87’                                                                          |
| 12-10-2013                                                                   | Seul                                                                         | Corea del Sud                                                                | 0 – 2                                                                        | Brasile                                                                      | Amichevole                                                                   | -                                                                            | 17’                                                                          |
| 15-10-2013                                                                   | Cheonan                                                                      | Corea del Sud                                                                | 3 – 1                                                                        | Mali                                                                         | Amichevole                                                                   | -                                                                            |                                                                              |
| 15-11-2013                                                                   | Seul                                                                         | Corea del Sud                                                                | 2 – 1                                                                        | Svizzera                                                                     | Amichevole                                                                   | -                                                                            |                                                                              |
| 19-11-2013                                                                   | Dubai                                                                        | Russia                                                                       | 2 – 1                                                                        | Corea del Sud                                                                | Amichevole                                                                   | -                                                                            | 66’                                                                          |
| 5-3-2014                                                                     | Atene                                                                        | Grecia                                                                       | 0 – 2                                                                        | Corea del Sud                                                                | Amichevole                                                                   | -                                                                            | 86’                                                                          |
| 28-5-2014                                                                    | Seul                                                                         | Corea del Sud                                                                | 0 – 1                                                                        | Tunisia                                                                      | Amichevole                                                                   | -                                                                            | 67’ 77’                                                                      |
| 9-6-2014                                                                     | Miami                                                                        | Ghana                                                                        | 4 – 0                                                                        | Corea del Sud                                                                | Amichevole                                                                   | -                                                                            | 5’                                                                           |
| 17-6-2014                                                                    | Cuiabá                                                                       | Russia                                                                       | 1 – 1                                                                        | Corea del Sud                                                                | Mondiali 2014 - 1º turno                                                     | -                                                                            | 30’                                                                          |
| 22-6-2014                                                                    | Porto Alegre                                                                 | Corea del Sud                                                                | 2 – 4                                                                        | Algeria                                                                      | Mondiali 2014 - 1º turno                                                     | -                                                                            |                                                                              |
| 26-6-2014                                                                    | San Paolo                                                                    | Corea del Sud                                                                | 0 – 1                                                                        | Belgio                                                                       | Mondiali 2014 - 1º turno                                                     | -                                                                            |                                                                              |
| 5-9-2014                                                                     | Bucheon                                                                      | Corea del Sud                                                                | 3 – 1                                                                        | Venezuela                                                                    | Amichevole                                                                   | -                                                                            | 74’                                                                          |
| 8-9-2014                                                                     | Goyang                                                                       | Corea del Sud                                                                | 0 – 1                                                                        | Uruguay                                                                      | Amichevole                                                                   | -                                                                            |                                                                              |
| 10-10-2014                                                                   | Cheonan                                                                      | Corea del Sud                                                                | 2 – 0                                                                        | Paraguay                                                                     | Amichevole                                                                   | -                                                                            | 80’                                                                          |
| 14-10-2014                                                                   | Seul                                                                         | Corea del Sud                                                                | 1 – 3                                                                        | Costa Rica                                                                   | Amichevole                                                                   | -                                                                            |                                                                              |
| 18-11-2014                                                                   | Teheran                                                                      | Iran                                                                         | 1 – 0                                                                        | Corea del Sud                                                                | Amichevole                                                                   | -                                                                            |                                                                              |
| 10-1-2015                                                                    | Canberra                                                                     | Corea del Sud                                                                | 1 – 0                                                                        | Oman                                                                         | Coppa d'Asia 2015 - 1º turno                                                 | -                                                                            |                                                                              |
| 13-1-2015                                                                    | Canberra                                                                     | Kuwait                                                                       | 0 – 1                                                                        | Corea del Sud                                                                | Coppa d'Asia 2015 - 1º turno                                                 | -                                                                            |                                                                              |
| 17-1-2015                                                                    | Brisbane                                                                     | Australia                                                                    | 0 – 1                                                                        | Corea del Sud                                                                | Coppa d'Asia 2015 - 1º turno                                                 | -                                                                            |                                                                              |
| 22-1-2015                                                                    | Melbourne                                                                    | Corea del Sud                                                                | 2 – 0                                                                        | Uzbekistan                                                                   | Coppa d'Asia 2015 - Quarti                                                   | -                                                                            | 115’                                                                         |
| 26-1-2015                                                                    | Sydney                                                                       | Corea del Sud                                                                | 2 – 0                                                                        | Iraq                                                                         | Coppa d'Asia 2015 - Semifinale                                               | -                                                                            | 7’ 93’                                                                       |
| 31-1-2015                                                                    | Sydney                                                                       | Corea del Sud                                                                | 1 – 2 dts                                                                    | Australia                                                                    | Coppa d'Asia 2015 - Finale                                                   | -                                                                            |                                                                              |
| 27-3-2015                                                                    | Daejeon                                                                      | Corea del Sud                                                                | 1 – 1                                                                        | Uzbekistan                                                                   | Amichevole                                                                   | -                                                                            | 32’                                                                          |
| 31-3-2015                                                                    | Seul                                                                         | Corea del Sud                                                                | 1 – 0                                                                        | Nuova Zelanda                                                                | Amichevole                                                                   | -                                                                            |                                                                              |
| 3-9-2015                                                                     | Hwaseong                                                                     | Corea del Sud                                                                | 8 – 0                                                                        | Laos                                                                         | Qual. Mondiali 2018                                                          | -                                                                            |                                                                              |
| 8-9-2015                                                                     | Sidone                                                                       | Libano                                                                       | 0 – 3                                                                        | Corea del Sud                                                                | Qual. Mondiali 2018                                                          | -                                                                            |                                                                              |
| 8-10-2015                                                                    | Madinat al-Kuwait                                                            | Kuwait                                                                       | 0 – 1                                                                        | Corea del Sud                                                                | Qual. Mondiali 2018                                                          | -                                                                            |                                                                              |
| 13-10-2015                                                                   | Seul                                                                         | Corea del Sud                                                                | 3 – 0                                                                        | Giamaica                                                                     | Amichevole                                                                   | 1                                                                            | 88’                                                                          |
| 12-11-2015                                                                   | Suwon                                                                        | Corea del Sud                                                                | 4 – 0                                                                        | Birmania                                                                     | Qual. Mondiali 2018                                                          | -                                                                            |                                                                              |
| 17-11-2015                                                                   | Vientiane                                                                    | Laos                                                                         | 0 – 5                                                                        | Corea del Sud                                                                | Qual. Mondiali 2018                                                          | 2                                                                            |                                                                              |
| 24-3-2016                                                                    | Ansan                                                                        | Corea del Sud                                                                | 1 – 0                                                                        | Libano                                                                       | Qual. Mondiali 2018                                                          | -                                                                            |                                                                              |
| 27-3-2016                                                                    | Bangkok                                                                      | Thailandia                                                                   | 0 – 1                                                                        | Corea del Sud                                                                | Amichevole                                                                   | -                                                                            | 66’                                                                          |
| 1-6-2016                                                                     | Salisburgo                                                                   | Spagna                                                                       | 6 – 1                                                                        | Corea del Sud                                                                | Amichevole                                                                   | -                                                                            | 61’                                                                          |
| 5-6-2016                                                                     | Praga                                                                        | Rep. Ceca                                                                    | 1 – 2                                                                        | Corea del Sud                                                                | Amichevole                                                                   | -                                                                            | 90+4’                                                                        |
| 1-9-2016                                                                     | Seul                                                                         | Corea del Sud                                                                | 3 – 2                                                                        | Cina                                                                         | Qual. Mondiali 2018                                                          | -                                                                            | cap.                                                                         |
| 6-9-2016                                                                     | Seremban                                                                     | Siria                                                                        | 0 – 0                                                                        | Corea del Sud                                                                | Qual. Mondiali 2018                                                          | -                                                                            | cap.                                                                         |
| 6-10-2016                                                                    | Suwon                                                                        | Corea del Sud                                                                | 3 – 2                                                                        | Qatar                                                                        | Qual. Mondiali 2018                                                          | 1                                                                            | cap. 77’                                                                     |
| 11-10-2016                                                                   | Teheran                                                                      | Iran                                                                         | 1 – 0                                                                        | Corea del Sud                                                                | Qual. Mondiali 2018                                                          | -                                                                            | cap.                                                                         |
| 15-11-2016                                                                   | Seul                                                                         | Corea del Sud                                                                | 2 – 1                                                                        | Uzbekistan                                                                   | Qual. Mondiali 2018                                                          | -                                                                            | cap.                                                                         |
| 23-3-2017                                                                    | Changsha                                                                     | Cina                                                                         | 1 – 0                                                                        | Corea del Sud                                                                | Qual. Mondiali 2018                                                          | -                                                                            | cap.                                                                         |
| 28-3-2017                                                                    | Seoul                                                                        | Corea del Sud                                                                | 1 – 0                                                                        | Siria                                                                        | Qual. Mondiali 2018                                                          | -                                                                            | cap.                                                                         |
| 7-6-2017                                                                     | Ras al-Khaima                                                                | Iraq                                                                         | 0 – 1                                                                        | Corea del Sud                                                                | Amichevole                                                                   | -                                                                            | cap. 78’                                                                     |
| 13-6-2017                                                                    | Doha                                                                         | Qatar                                                                        | 3 – 2                                                                        | Corea del Sud                                                                | Qual. Mondiali 2018                                                          | 1                                                                            | cap.                                                                         |
| 7-10-2017                                                                    | Mosca                                                                        | Russia                                                                       | 4 – 2                                                                        | Corea del Sud                                                                | Amichevole                                                                   | -                                                                            | 63’                                                                          |
| 10-10-2017                                                                   | Bienne                                                                       | Corea del Sud                                                                | 1 – 3                                                                        | Marocco                                                                      | Amichevole                                                                   | -                                                                            | cap. 80’                                                                     |
| 10-11-2017                                                                   | Suwon                                                                        | Corea del Sud                                                                | 2 – 1                                                                        | Colombia                                                                     | Amichevole                                                                   | -                                                                            |                                                                              |
| 14-11-2017                                                                   | Ulsan                                                                        | Corea del Sud                                                                | 1 – 1                                                                        | Serbia                                                                       | Amichevole                                                                   | -                                                                            | cap. 85’                                                                     |
| 24-3-2018                                                                    | Belfast                                                                      | Irlanda del Nord                                                             | 2 – 1                                                                        | Corea del Sud                                                                | Amichevole                                                                   | -                                                                            | cap. 67’                                                                     |
| 27-3-2018                                                                    | Varsavia                                                                     | Polonia                                                                      | 3 – 2                                                                        | Corea del Sud                                                                | Amichevole                                                                   | -                                                                            | cap. 80’                                                                     |
| 1-6-2018                                                                     | Jeonju                                                                       | Corea del Sud                                                                | 1 – 3                                                                        | Bosnia ed Erzegovina                                                         | Amichevole                                                                   | -                                                                            | cap. 87’                                                                     |
| 7-6-2018                                                                     | Innsbruck                                                                    | Corea del Sud                                                                | 0 – 0                                                                        | Bolivia                                                                      | Amichevole                                                                   | -                                                                            | 70’                                                                          |
| 11-6-2018                                                                    | Grödig                                                                       | Corea del Sud                                                                | 0 – 2                                                                        | Senegal                                                                      | Amichevole                                                                   | -                                                                            |                                                                              |
| 18-6-2018                                                                    | Nižnij Novgorod                                                              | Svezia                                                                       | 1 – 0                                                                        | Corea del Sud                                                                | Mondiali 2018 - 1º turno                                                     | -                                                                            | cap.                                                                         |
| 23-6-2018                                                                    | Rostov sul Don                                                               | Corea del Sud                                                                | 1 – 2                                                                        | Messico                                                                      | Mondiali 2018 - 1º turno                                                     | -                                                                            | cap.                                                                         |
| 7-9-2018                                                                     | Goyang                                                                       | Corea del Sud                                                                | 2 – 0                                                                        | Costa Rica                                                                   | Amichevole                                                                   | -                                                                            | 46’                                                                          |
| 11-9-2018                                                                    | Suwon                                                                        | Corea del Sud                                                                | 0 – 0                                                                        | Cile                                                                         | Amichevole                                                                   | -                                                                            |                                                                              |
| 12-10-2018                                                                   | Seul                                                                         | Corea del Sud                                                                | 2 – 1                                                                        | Uruguay                                                                      | Amichevole                                                                   | -                                                                            | 85’                                                                          |
| 16-10-2018                                                                   | Cheonan                                                                      | Corea del Sud                                                                | 2 – 2                                                                        | Panama                                                                       | Amichevole                                                                   | -                                                                            |                                                                              |
| 31-12-2018                                                                   | Abu Dhabi                                                                    | Arabia Saudita                                                               | 0 – 0                                                                        | Corea del Sud                                                                | Amichevole                                                                   | -                                                                            |                                                                              |
| 7-1-2019                                                                     | Dubai                                                                        | Corea del Sud                                                                | 1 – 0                                                                        | Filippine                                                                    | Coppa d'Asia 2019 - 1º turno                                                 | -                                                                            | 58’                                                                          |
| Totale                                                                       |                                                                              | Presenze (10º posto)                                                         | 112                                                                          |                                                                              | Reti                                                                         | 10                                                                           |                                                                              |

## Palmarès

### Club

#### Competizioni nazionali
- Coppa di Scozia: 1

Celtic: 2010-2011
- Campionato scozzese: 1

Celtic: 2011-2012
- Coppa di Lega inglese: 1

Swansea City: 2012-2013

### Nazionale
- Bronzo olimpico: 1

Londra 2012